# يان ماين
جزيرة يان ماين (بالنرويجية: Jan Mayen‏) جزيرة بركانية في المحيط المتجمد الشمالي، على الحدود بين بحر النرويج وبحر غرينلند. تتبع إداريا لمقاطعة نورلن النرويجية.
تضم جزئين: نورد-يان (Nord-Jan) الأكبر في شمال شرق الجزيرة وسور-يان (Sør-Jan)، يربطهما برزخ عرضه 2.5 كم (1.6 ميل). تقع على بعد 544 كم (حوالي 400 ميل) شمال شرق أيسلندا و457 كم (حوالي 300 ميل) شرق غرينلاند المركزية و952 كم كم (حوالي 600 ميل) غرب رأس الشمال النرويجي. طوبوغرافيا الجزيرة جبلية، وأعلى قممها بركان بيرنبيرغ في الشمال. البرزخ هو موقع أكبر بحيرتين في الجزيرة: سورلاغونا (البحيرة الجنوبية) ونوردلاغونا (البحيرة الشمالية). وتوجد بحيرة ثالية تدعى اليرنغلاغونا (بحيرة اليرنغ). تشكّلت الجزيرة بسبب نقطة يان ماين الساخنة.
في عام 2010 صدر تشريع يجعل من الجزيرة محمية طبيعية تحت الولاية النرويجية.

## جُغرافيا
جزيرة يان ماين جزيرة أورُبية معزولة نسبيا.
جزيرة يان ماين مستطيلة الشكل، بطول 53,6 كم مقابل 15,8 كم في العرض على الأكثر، ذات مساحة 377 كم²، وذات اتجاه شمال شرقي أو جنوب غربي. تتكون الجزيرة من مجموعتين جغرافيتين يربطهما برزخ يبلغ طوله 2,5 كم.
وهي مغطاة جزئياً بالأنهار الجليدية (تبلغ مساحتها 114.2 كم2 حول بركان بيرنبرغ).
بالرغم من أن جزيرة يان ماين لا تحتوي على أي مجرى مائي، فإن الماء العذب موجود على شكل بحيرات صغيرة، وخاصة الجليد الذي يغطي الجزء الأكبر من بركان بيرنبرغ، أي ما يقارب ثلث الجزيرة.

## جيُولوجيا
جزيرة يان ماين جزيرة بركانية ذات نشاط. تقع على الصفيحة الأوراسية بالقرب من الحدود التي تفصلها عن صفيحة أمريكا الشمالية، ما جعلها منطقة نشيطة زلزاليا. آخر زلزال قوي شهدته الجزيرة هو ذلك الذي ضربها في التاسع من نوفمبر عام 2018 م.
الجزيرة حديثة نسبيا، فعمرها لا يتجاوز 700.000 سنة.
يُشكّل بيرنبرغ الذي هو بركان طبقي يبلغ ارتفاعه 2.277 م الجزء الشمالي للجزيرة. كانت آخر ثورة له سنة 1985.

## تاريخ

### اكتشاف
ما يزال اكتشاف جزيرة يان ماين مثار خلاف، فما يحكى عن تاريخها المبكر أكثر ما يمكن قوله عنه أنه أساطير. ومن المحتمل أن تكون الجزيرة لم تُر إلا بعد بزوغ عهد صيادي الحيتان في مطلع القرن 17م.

### استشهادات
1. ↑  "Ян-Майен". Малая советская энциклопедия, 1936—1947 (بالروسية). 1936. QID:Q87326071.
2. ↑  Pays indépendants et capitales du monde (PDF) (بالفرنسية). Commission nationale de toponymie, conseil national de l'information géographique. 2006. p. 10. Archived from the original (PDF) on 2023-03-14. 5 {{استشهاد بكتاب}}: الوسيط غير المعروف |sous-titre= تم تجاهله (help) "نسخة مؤرشفة" (PDF). مؤرشف من الأصل في 2019-10-09. اطلع عليه بتاريخ 2020-12-29.{{استشهاد ويب}}:  صيانة الاستشهاد: BOT: original URL status unknown (link)
3. ↑  "Europe :: Jan Mayen — The World Factbook - Central Intelligence Agency". www.cia.gov (بالإنجليزية). Archived from the original on 2019-07-26. Retrieved 2019-10-09.
4. 1 2 3  "Jan Mayen seismic station" [محطة رصد الاهتزازات ليان ماين] (بالإنجليزية). Archived from the original on 2019-02-25.
5. ↑  "Jan Mayen Island, Norway". www.jan-mayen.no (بالنرويجية). Archived from the original on 2019-03-12. Retrieved 2019-10-09.
6. ↑  "Forskrift om fredning av Jan Mayen naturreservat" (بالنرويجية). 04 Aug 2012. Archived from the original on 2012-08-04. Retrieved 2017-10-19.{{استشهاد بخبر}}:  صيانة الاستشهاد: BOT: original URL status unknown (link)
7. ↑  "Europe :: Jan Mayen — The World Factbook - Central Intelligence Agency". www.cia.gov. مؤرشف من الأصل في 2019-07-26. اطلع عليه بتاريخ 2019-10-09.
8. ↑  "زلزال يضرب المحيط المتجمد الشمالي". مؤرشف من الأصل في 2019-10-09.
9. ↑  "جزيرة يان ماين الصخرية البركانية: إطلالة على طرف العالم". الغد. 25 يوليو/تموز 2011. مؤرشف من الأصل في 15 ديسمبر 2019. {{استشهاد ويب}}: تحقق من التاريخ في: |تاريخ= (مساعدة)
10. ↑  "Jan Mayen information" [معلومات عن يان ماين]. jan-mayen.com (بالإنجليزية). Archived from the original on 2018-10-10.